# Mont Ruchishi
Le mont Ruchishi (ルチシ山, Ruchishi-yama) est une montagne culminant à 754 m d'altitude dans les monts Hidaka en Hokkaidō au Japon.